# Societat la Nova Amistat
La Societat la Nova Amistat és una obra de la Canonja (Tarragonès) protegida com a Bé Cultural d'Interès Local.

## Descripció
Edifici entre mitgeres construït a principis del segle xx. Consta de planta baixa i dos pisos, el segon és una addició posterior, com es veu per les proporcions donades a les finestres. Cal destacar les llindes de les obertures.
La distribució de l'alçat està definida per les tres obertures. Al pis principal una balconada que agafa totes les obertures. El coronament de l'edifici és amb cornisa i un ampit. Els baixos tenen una porta central i dues finestres. Cal destacar la distribució de l'espai interior.